# Marko Rehmer
Marko Rehmer, född 29 april 1972 i Berlin, är en tysk före detta fotbollsspelare.

## Klubbkarriär
Marko Rehmer startade sin karriär i Union Berlin där han såldes till Hansa Rostock under januarifönstret 1997. Där gjorde han debut i Bundesliga som 25-åring. Efter två år i Hansa Rostock återvände Rehmer till Berlin, den här gången till Hertha Berlin. Där hjälpte han sitt lag att nå UEFA-cupen under hans fyra första år i klubben. Dessvärre började Rehmer mer och mer drabbas av skador. 2005 lämnade Rehmer för Eintracht Frankfurt där han återigen drabbades av skador. Säsongen 2006/2007 blev Marko Rehmers sista, ett år då han bara medverkade i 12 matcher i Bundesliga.

## Landslaget
Marko Rehmer debuterade för Tyskland 2 september 1998 i en vänskapsmatch mot Malta (2-1). Han blev uttagen till Tysklands trupp i EM 2000 samt VM 2002 då Tysklands vann silvret. Totalt gjorde Rehmer 35 landskamper och 4 mål.

## Meriter
Hertha Berlin
- Tyska Ligacupen: 2001, 2002

Tyskland
- VM-Silver: 2002